# Stimmkreis Bayreuth
Der Stimmkreis Bayreuth (Stimmkreis 403) ist ein Stimmkreis in Oberfranken. Er umfasst die kreisfreie Stadt Bayreuth sowie die kreisangehörigen Städte Betzenstein, Creußen, Goldkronach, Hollfeld, Pegnitz, Pottenstein, Waischenfeld und Gemeinden Ahorntal, Aufseß, Bindlach, Eckersdorf, Emtmannsberg, Gesees, Glashütten, Haag, Heinersreuth, Hummeltal, Kirchenpingarten, Mistelbach, Mistelgau, Plankenfels, Plech, Prebitz, Schnabelwaid, Seybothenreuth, Speichersdorf, Warmensteinach und Weidenberg des Landkreises Bayreuth.

## Wahl 2023
Zur Landtagswahl 2023 traten folgende Parteien und Direktkandidaten im Stimmkreis Bayreuth an und erzielten folgende Ergebnisse:
| Nr. | Direktkandidat     | Partei       | Erststimmen in % | Gesamtstimmen in % |
| --- | ------------------ | ------------ | ---------------- | ------------------ |
| 1   | Franc Dierl        | CSU          | 33,9             | 36,7               |
| 2   | Tim Pargent        | GRÜNE        | 12,6             | 12,1               |
| 3   | Stefan Frühbeißer  | Freie Wähler | 19,8             | 17,6               |
| 4   | Mario Schulze      | AfD          | 15,1             | 15,0               |
| 5   | Halil Tasdelen     | SPD          | 11,2             | 10,6               |
| 6   | Luisa Funke-Barjak | FDP          | 2,8              | 2,9                |
| 7   | René Liebermann    | LINKE        | 1,3              | 1,4                |
| 8   | Michael Kandler    | BP           | 0,9              | 0,8                |
| 9   | Markus Lenk        | ÖDP          | 1,5              | 1,5                |
| 10  | Angelikka Linhardt | dieBasis     | 1,0              | 1,0                |
| 11  | -                  | Volt         | -                | 0,4                |

## Wahl 2018
Im Stimmkreis waren insgesamt 129.423 Einwohner wahlberechtigt. Die Landtagswahl am 14. Oktober 2018 hatte folgendes Ergebnis:
| Direktkandidat         | Partei               | Erststimmen in % | Gesamtstimmen in % | Veränderung der Gesamtstimmen im Vergleich zur Landtagswahl 2013 in % |
| ---------------------- | -------------------- | ---------------- | ------------------ | --------------------------------------------------------------------- |
| Gudrun Brendel-Fischer | CSU                  | 40,8             | 41,0               | − 3,5                                                                 |
| Halil Tasdelen         | SPD                  | 13,0             | 12,5               | − 11,1                                                                |
| Florian Wiedemann      | Freie Wähler         | 11,9             | 11,1               | + 1,1                                                                 |
| Tim Pargent            | GRÜNE                | 14,3             | 14,8               | + 7,3                                                                 |
| Luisa Funke-Barjak     | FDP                  | 4,3              | 4,9                | + 0,1                                                                 |
| Sebastian Sommerer     | LINKE                | 2,7              | 2,7                | + 1,1                                                                 |
| Alfred Ehret           | BP                   | 0,7              | 0,7                | + 0,1                                                                 |
| Bernd Koppe            | ÖDP                  | 0,7              | 0,7                | +/− 0,0                                                               |
| -                      | PIRATEN              | -                | 0,2                | - 1,7                                                                 |
| Thomas Rausch          | AfD                  | 9,2              | 9,0                | + 9,0                                                                 |
| Christine Raithel      | mut                  | 0,7              | 0,6                | + 0,6                                                                 |
| Julian Krenten         | Die Partei           | 1,1              | 1,1                | + 1,1                                                                 |
| -                      | Gesundheitsforschung | -                | 0,1                | + 0,1                                                                 |
| Reinhard Frederking    | V-Partei³            | 0,5              | 0,6                | + 0,6                                                                 |

Neben der direkt gewählten Stimmkreisabgeordneten Gudrun Brendel-Fischer (CSU) wurde der Grünen-Kandidat Tim Pargent über die Bezirksliste seiner Partei in den Landtag gewählt.

## Wahl 2013
Wahlberechtigt waren bei der Landtagswahl vom 15. September 2013 insgesamt 130.319 Einwohner. Dabei war der Stimmkreis im Vergleich zu 2008 neu zugeschnitten. Die Wahl hatte im Stimmkreis Bayreuth folgendes Ergebnis:
| Direktkandidat         | Partei       | Erststimmen in % | Gesamtstimmen in % | +/- Gesamtstimmen ggü. 2008 in %-P. |
| ---------------------- | ------------ | ---------------- | ------------------ | ----------------------------------- |
| Gudrun Brendel-Fischer | CSU          | 42,7             | 44,6               | + 4,3                               |
| Christoph Rabenstein   | SPD          | 23,2             | 23,5               | + 3,6                               |
| Peter Meyer            | Freie Wähler | 10,7             | 10,0               | - 6,0                               |
| Ulrike Gote            | GRÜNE        | 8,4              | 7,5                | + 0,2                               |
| Thomas Hacker          | FDP          | 5,4              | 4,7                | - 3,9                               |
| Eckhard Sabarth        | LINKE        | 1,7              | 1,7                | - 2,4                               |
| Bernd Runge            | ÖDP          | 0,6              | 0,8                | +/− 0,0                             |
| Gerd Meyer             | REP          | 0,9              | 0,8                | - 0,7                               |
| Moroni Blankenburg     | NPD          | 0,8              | 0,8                | − 0,4                               |
| Adrian Braun           | BP           | 0,5              | 0,6                | + 0,3                               |
| -                      | Frauenliste  | -                | 0,2                | + 0,2                               |
| Holger Hoffmann        | Die Franken  | 3,1              | 2,8                | + 2,8                               |
| Christian Doser        | PIRATEN      | 2,0              | 1,9                | + 1,9                               |

## Wahl 2008
Wahlberechtigt waren bei der Landtagswahl 103.371 Einwohner. Die Wahl hatte folgendes Ergebnis:
| Direktkandidat       | Partei       | Erststimmen in % | Gesamtstimmen in % | Veränderung der Gesamtstimmen im Vergleich zur Landtagswahl 2003 in % |
| -------------------- | ------------ | ---------------- | ------------------ | --------------------------------------------------------------------- |
| Walter Nadler        | CSU          | 39,1             | 39,2               | - 15,2                                                                |
| Christoph Rabenstein | SPD          | 19,9             | 20,2               | - 4,7                                                                 |
| Ulrike Gote          | GRÜNE        | 7,7              | 7,8                | + 0,8                                                                 |
| Brigitte Merk-Erbe   | Freie Wähler | 17,0             | 15,8               | + 10,4                                                                |
| Thomas Hacker        | FDP          | 8,5              | 9,1                | + 5,1                                                                 |
| Karl-Heinz Beierlein | REP          | 1,4              | 1,4                | - 1,3                                                                 |
| Bernd Koppe          | ödp          | 0,8              | 0,8                | - 0,1                                                                 |
| Wilhelm Fuchs        | BP           | 0,3              | 0,3                | - 0,1                                                                 |
| -                    | BB           | -                | 0,0                | + 0,0                                                                 |
| Eckhard Sabarth      | LINKE        | 4,1              | 4,1                | + 4,1                                                                 |
| Kai Limmer           | NPD          | 1,3              | 1,3                | + 1,3                                                                 |